# Xenochaetina aeneoides
Xenochaetina aeneoides är en tvåvingeart som beskrevs av Friedrich Georg Hendel 1932. Xenochaetina aeneoides ingår i släktet Xenochaetina och familjen lövflugor. Inga underarter finns listade i Catalogue of Life.